# Bovesia
La Bovesìa (aussi dénommée aire grikanophone ou Grèce calabraise) est une région culturelle italienne. Située en Calabre, elle possède la particularité d'être à la fois la zone la plus au sud de l'Italie continentale et d'avoir une forte tradition grecque.

## Territoire
Liste des communes de la Bovesia par nombre d'habitants :
| Commune               | Population |
| --------------------- | ---------- |
| Melito di Porto Salvo | 11 444     |
| Condofuri             | 5 087      |
| Bova Marina           | 4 190      |
| Brancaleone           | 3 627      |
| San Lorenzo           | 2 675      |
| Palizzi               | 2 339      |
| Roghudi               | 1 148      |
| Bagaladi              | 1 065      |
| Roccaforte del Greco  | 497        |
| Bova                  | 448        |
| Staiti                | 257        |